# Ho trovato un milione di dollari
Ho trovato un milione di dollari (Blank Check) è un film del 1994 diretto da Rupert Wainwright. Il film è stato prodotto da Disney. 

## Trama
Preston Waters è un intraprendente dodicenne che sogna di diventare ricco per avere le sue regole e la sua camera, motivi di discussione con la sua famiglia. Il padre decide di dare a Preston un assegno del valore di 11$ per aprire un conto e avere un interesse.
Quando tenta invano di depositare l'assegno in banca, Preston conosce Shay Stanley, impiegata della banca, ma anche agente dell'FBI sotto copertura. Deluso dall'impossibilità di aprire un conto con una cifra così bassa, Preston si avvia verso casa con la sua bicicletta; lungo la strada però viene investito da Quiegley, losco individuo appena uscito di galera. Durante il diverbio a seguito dell'incidente, Quiegley, spaventato dalle volanti della polizia che erano intervenute sul posto, decide di lasciare al ragazzo un assegno in bianco a titolo di risarcimento. Prima dell'incidente Quiegley aveva contattato un suo vecchio collaboratore per ripulire un milione di dollari rubati, con numero di serie sequenziale. Tornato a casa, Preston decide di inserire proprio 1 milione di dollari come importo dell'assegno bianco. Il giorno successivo Preston va in banca a incassare l'assegno e trova a sua insaputa il banchiere amico di Quiegley che inizialmente insospettito, decide comunque di consegnare i soldi, pensando che Queigley avesse avuto l'idea di usare un bambino per non lasciare sospetti. Attimi dopo arriva il vero collaboratore, di nome "Yogurt", che si troverà la cattiva notizia.
Preston utilizza i soldi per fare la bella vita e compra una grande casa, con piscina e un'infinità di giochi. Tutto questo sotto falsa identità, inventato un filantropo milionario di nome Machintosh. Preston affitta anche una limousine e diventa molto amico dell'autista, Henry, che diventerà il suo compagno di avventure e giochi. Preston finge di lavorare per questo milionario di nome Machintosh, giustificando i suoi vestiti nuovi e tutte le sue folli spese. Quiegley, il banchiere e Yogurt incontrano Preston, che però sfugge loro in modo ironico, grazie all'aiuto di una fontana.
Per il suo compleanno il ragazzino decide di organizzare una grande festa senza badare a spese. Per giustificare questo evento, il giovane racconta che il festeggiato è il milionario Machintosh. Durante i festeggiamenti, Preston si rende conto di non riuscire a pagare il conto e di aver speso l'intero milione di dollari in solo una settimana. La situazione si complica e il giovane protagonista capisce che i soldi non fanno la felicità, grazie anche a una visita del padre nell'ufficio di Machintosh.
Il criminale Quiegley scopre che Machintosh non esiste ed ha l’idea di assumere l’identità del miliardario inventata dal ragazzo per continuare i suoi affari sporchi. Preston viene dunque catturato da Quiegley e dalla sua banda, ma interviene subito l'FBI che stava indagando sulle attività di Machintosh, accusato di aver usato soldi rubati. Quiegley viene arrestato e portato via e Preston torna dalla sua famiglia, che lo sta aspettando con una semplice e bella torta di compleanno.

## Personaggi e interpreti
- Preston Waters, interpretato da Brian Bonsall.
- Shay Stanley, interpretata da Karen Duffy, doppiata in italiano da Laura Boccanera.[1]
- Carl Quigley, interpretato da Miguel Ferrer, doppiato in italiano da Massimo Corvo.[1]
- Edward Biderman, interpretato da Michal Learner, doppiato in italiano da Giorgio Lopez.[1]
È un collaboratore di Quigley.
- Fred Waters, interpretato da James Rebhorn, doppiato in italiano da Michele Kalamera.[1]
È il padre di Preston
- Sandra Waters, interpretata da Jayne Atkinson.
È la madre di Preston.[1]
- Damian Waters, interpretato da Michael Faustino, doppiato in italiano da Nanni Baldini.[1]
- Ralph Waters, interpretato da Chris Demetral, doppiato in italiano da Alessandro Tiberi.[1]
È il fratello di Preston.
- Yogurt (Juice), interpretato da Tone Lōc.[1]
È un collaboratore di Quigley.
- Henry, interpretato da Rick Ducmmun, doppiato in italiano da Roberto Pedicini.[1]
È autista e amico di Preston.
- Yvonne, interpretata da Debbie Allen.[1]
- Butch, interpretato da Alex Zuckerman.[1]
- Riggs, interpretato da Alex Morris, doppiato in italiano da Ambrogio Colombo.[1]

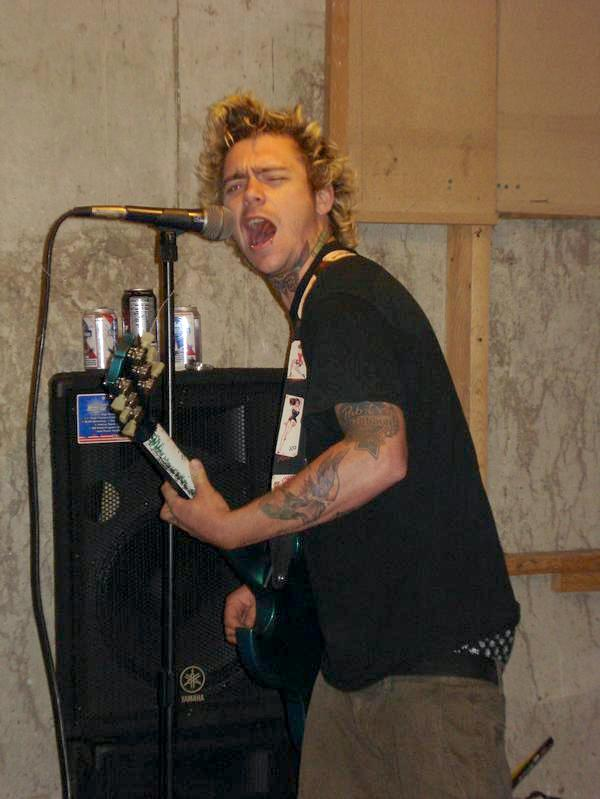
Brian Bonsall, interprete di Preston Waters
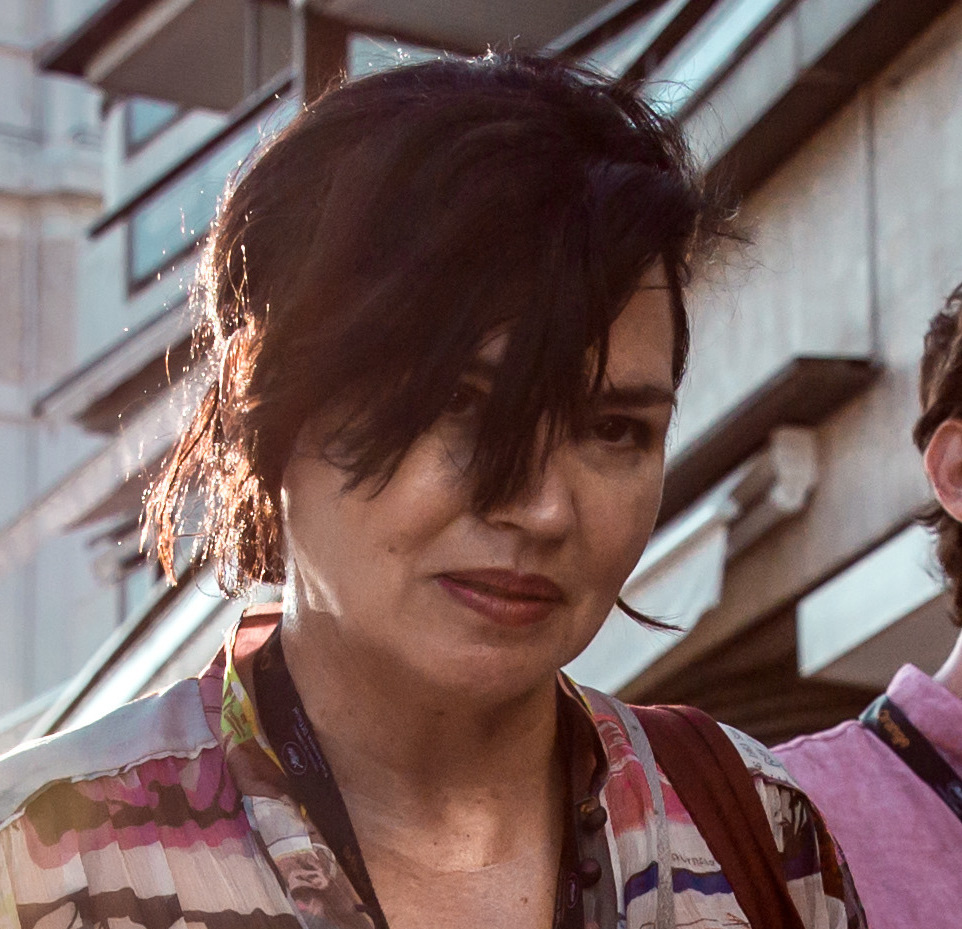
Karen Duffy, interprete di Shay Stanley
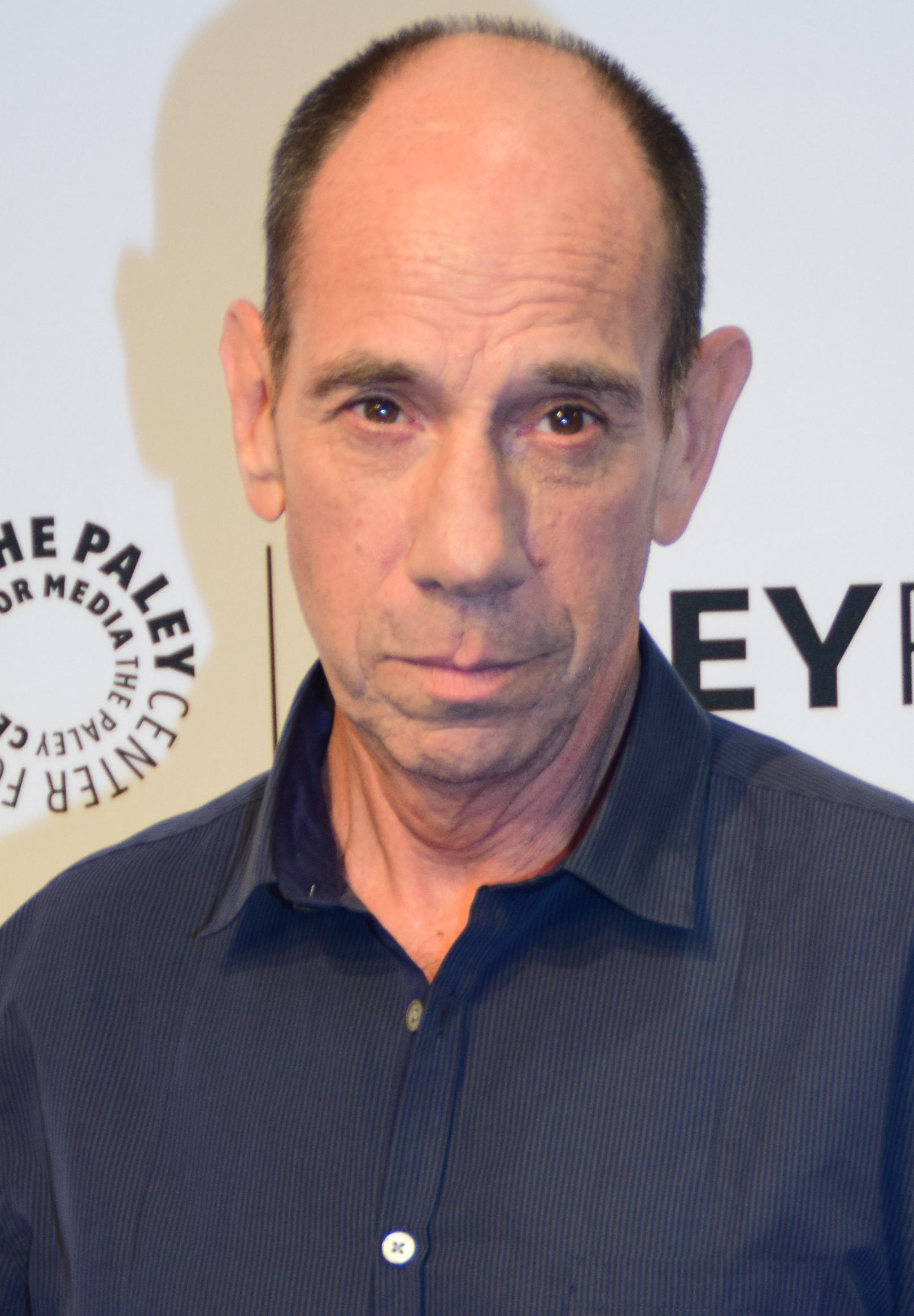
Miguel Ferrer, interprete di Carl Quigley
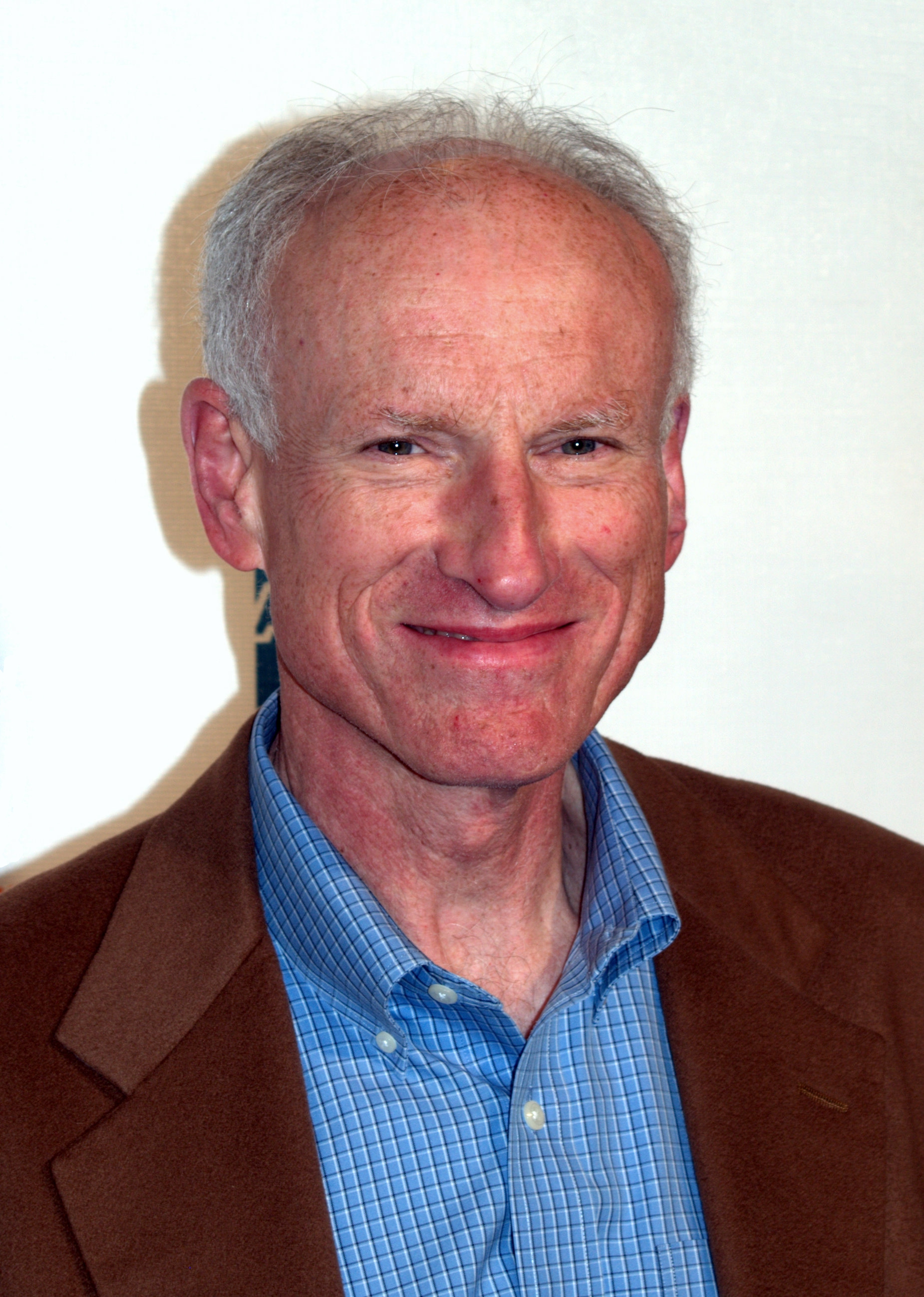
James Rebhorn, interprete di Fred Waters
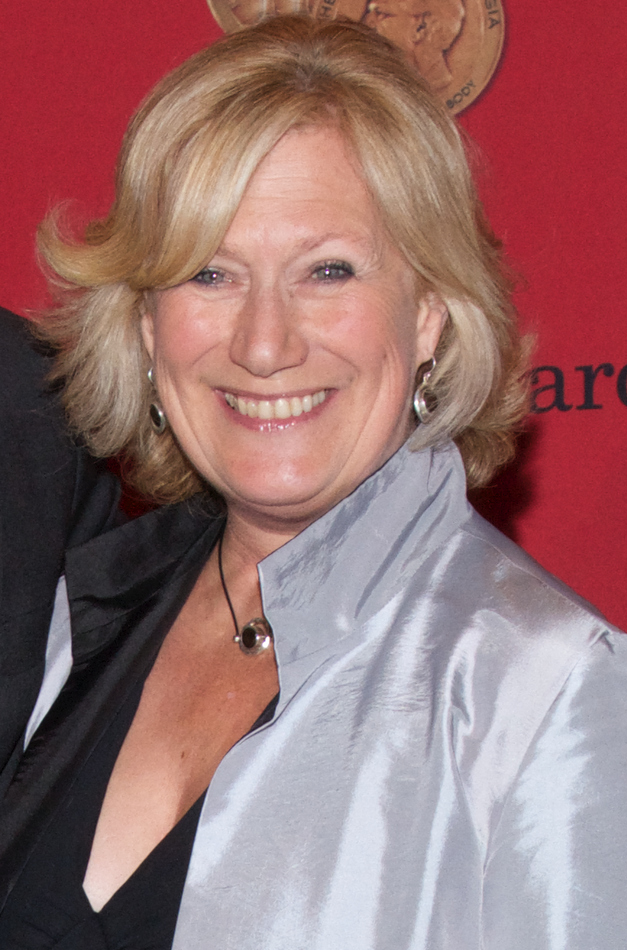
Jayne Atkinson, interprete di Sandra Waters
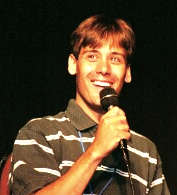
Chris Demetral, interprete di Ralph Waters
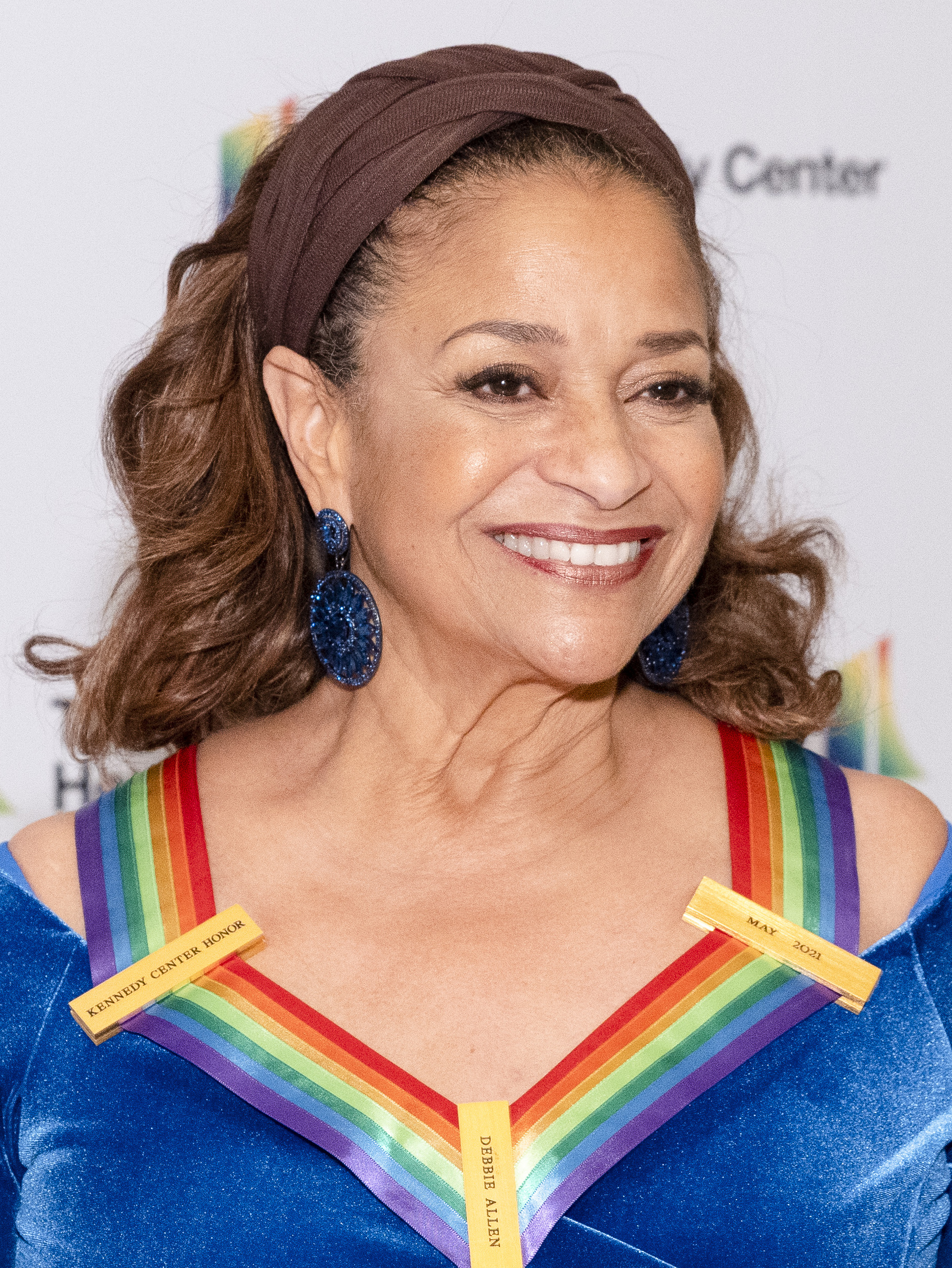
Debbie Allen, interprete di Yvonne

## Produzione
La regia è stata affidata a Rupert Wainwright.
Le riprese sono state effettuate nell'agosto del 1993 in U.S.A. In particolare ad Austin, Dallas, Pemberton Castle - 1415 Wooldridge Drive e San Antonio. Tutte località appartenenti allo stato del Texas.

## Distribuzione
Ho trovato un milione di dollari è stato distribuito nel 1994 dalla Buena Vista International - Walt Disney Home Video. Il film è uscito nel febbraio del 1994 negli Stati Uniti, per arrivare in Europa qualche mese dopo.

## Accoglienza
Ho trovato un milione di dollari ha avuto un grande successo, incassando 30577969 $.

## Riconoscimenti (parziale)
- Giffoni Film Festival
- 1994 - Candidatura